# Jeffery-Poplavko
El Jeffery-Poplavko fue un vehículo blindado ruso basado en el camión norteamericano Jeffery Quad. El chasis del camión Jeffery Quad, con tracción en las cuatro ruedas, se utilizó de forma independiente para construir diferentes tipos de vehículos blindados. Uno de estos diseños, el camión blindado Jeffery-Poplavko (o Poplavko-Jeffery según que fuentes) fue uno de ellos. Sirvió con el Ejército Imperial Ruso , con los bolcheviques durante la Guerra civil rusa e incluso ejemplares capturados fueron empleados por el Ejército Blanco , alemán y polaco.

## Historia
La serie se inició con la construcción de un solo vehículo, convertido por el capitán Victor Poplavko en noviembre de 1915 y desplegado en el frente suroeste. , este vehículo fue apodado "la bruja". Era un camión blindado improvisado que se basaba en un chasis de camión 2x6 American Jeffery de 2 toneladas. Fue utilizado como vehículo de apoyo de abastecimiento y fuego, y para la recuperación de vehículos blindados averiados. El vehículo blindado demostró tener una excelente tracción y características de campo a través. Sin embargo, solo estaba parcialmente blindado, con el capó del motor y el radiador, y la cabina delantera y sus lados lateral estaban blindadas. Poplavko decidió mejorar sus capacidades de recuperación y agregó un cabrestante con cables de acero e incluso un puente ligero plegable para cruzar trincheras. El 27 de enero de 1916, el teniente Ustinov realizó las primeras pruebas; equipado con un cortador de alambradas en su parte delantera, el vehículo logró atravesar cuatro filas sucesivas de alambre de púas y destruyó una pared de madera. Este cortador fue más tarde mejorado a finales de abril de 1916, y el vehículo se mostró al Estado Mayor del 7° Ejército; dichas pruebas convencieron a los mandos a solicitar una conversión completa de todos los camiones Jeffery disponibles en servicio.
En mayo de 1916, la "Bruja" fue probada nuevamente en presencia del coronel Polyansky, Jefe de Ingenieros del 7º Ejército, y otros oficiales de estado mayor del 2º Cuerpo de Ejército. Equipado con sus nuevos dispositivos, superó hileras de estacas y alambre de púas, firmemente plantados en el suelo. El sendero creado fue suficiente para que lo siguiera un escuadrón de asalto, y también cruzó la trinchera. El coronel Polyansky envió un informe entusiasta al general del 7º ejército, y Poplavko fue trasladado a Petrogrado con su modificado Jeffery para realizar más pruebas. A partir de estos resultados, la Comisión de vehículos blindados decidió, el 8 de agosto de 1916, convertir 30 chasis Jeffery en la factoría Izhorskiye Zavody .

## Diseño
De acuerdo con los requisitos solititados, estos vehículos tenían una armadura completamente cerrada de placas de blindaje de 7 mm remachadas a un marco de acero. La gran cabina de conducción albergaba al conductor y al comandante, este último operaba una ametralladora disparada a través de una aspillera. En sus lados y en la parte trasera, se practicaron otros tres puestos de tiro para ametralladoras, Maxim-Sokolov M1910 calibre 7,62 refrigeradas por líquido, operadas por dos tiradores. La antigua bahía de carga estaba completamente encerrada en una cuna blindada donde se almacenaban piezas de repuesto, combustible y municiones. Sin embargo, podría adaptarse, si era necesario, para transportar varios (hasta diez) soldados de infantería, accediéndose al compartimiento por una puerta lateral derecha. Estaba equipado con un cortador de alambre con perfiles de acero en ángulo a la viga del chasis delantero y las ruedas con extensiones adicionales para conducir en lodo. El motor de 32 l era capaz de impulsar el Jeffery-Poplavko hasta 35 km/h , pero con el gran par necesario para superar todos los obstáculos. Además, como contaba con una transmisión de doble eje, en la parte delantera y trasera el vehículo tenía un excelente radio de giro.

## Servicio operativo

### Frente occidental
El vehículo tenía una tripulación de cuatro, incluidos los dos artilleros que proporcionaban apoyo de fuego, y podía transportar hasta 10 soldados de infantería armados con dagas, pistolas y granadas de mano. El Poplavko-Jeffery rompería el alambre de púas e invadiría la trinchera, permitiendo que la infantería saltara a ella y la "limpiara". Los puentes portátiles permitieron que las tropas abrieran las trincheras y que los vehículos pasaran y continuaran la ofensiva hasta la siguiente línea defensiva. El 10 de septiembre de 1916 se creó una división de vehículos blindados de propósito especial con los treinta vehículos blindados Jeffery-Poplavko, con cuatro modificados para operar en terreno nevado.
El 16 de octubre, la división se unió al Frente Suroccidental y al 11º Ejército. A lo largo de diciembre de 1916, 15 vehículos participaron en ataques de ensayo. Pero la ofensiva general se retrasó y se pospuso el uso de la división. En junio y julio de 1917, los vehículos actuaron como vehículos blindados convencionales, ayudando al 17º Cuerpo de Ejército a cubrir su retirada del avance alemán. El 2 de octubre de 1917, se decidió que los vehículos de la División de Propósito Especial volverían a convertirse en vehículos blindados ordinarios.

### Guerra civil
Después de la Revolución de Octubre , la división sirvió brevemente en el Consejo Central de Ucrania, recientemente independiente, que fue de corta duración, y los Jeffery-Poplavko fueron alistados en el Ejército Rojo. Los vehículos cayeron rápidamente en mal estado a causa de su falta de mantenimiento. Como resultado, solo unos pocos permanecieron operativos. En mayo de 1919, de los únicos 13 vehículos blindados registrados como parte del Frente Sur, solo sobrevivía un Jeffery-Poplavko. Otros informes indicaron que más de 369 vehículos blindados se alistaron en el Ejército Rojo en 27 compañías diferentes, pero solo 9 eran del tipo Jeffery-Poplavko. Uno de estos vehículos fue probado con una torreta Sheffield-Simplex . En 1922, solo uno de estos vehículos estaba registrado en el Ejército Rojo. Sobre dos o tres vehículos fueron capturados por los "rusos blancos", siendo un ejemplar utilizado por la Legión Checoslovaca llamado «Janosik», y más tarde recapturado por el Ejército Rojo. Anteriormente, cinco habían sido capturados por tropas alemanas cerca de Tarnopol en el verano de 1917, y dos participaron en las luchas callejeras de Berlín de 1919. En el verano de 1919, las tropas polacas también capturaron dos vehículos, siendo enviados a Varsovia para su reparación. Un ejemplar, apodado «Wnuk» sirvió durante la Guerra Polaco-Soviética de 1920.

### Vehículos blindados de similares características, uso y época
- Ehrhardt EV/4
- Jeffery No.1
- Jeffery-Russel
- Automóvil blindado Peerless
- Putilov-Garford
- Schneider-Brillié

- Anexo:Vehículos blindados de combate de la Primera Guerra Mundial